# Emil Haussmann
Emil Haussmann (11 de outubro de 1910 - 31 de julho de 1947) foi um SS-Sturmbannführer e oficial no Einsatzkommando 12 do Einsatzgruppe D. Foi acusado, durante o Processo Einsatzgruppen, de cometer crimes contra a humanidade na Ucrânia. Cometeu suicídio no dia 31 de julho de 1947 para evitar ser condenado.